# Soll ich dich einem Sommertag vergleichen?
Soll ich dich einem Sommertag vergleichen? (arabischer Originaltitel Bashtaalak sa'at) ist ein ägyptisch-libanesisch-deutscher Spielfilm unter der Regie von Mohammad Shawky Hassan aus dem Jahr 2022. Der Film feierte am 11. Februar 2022 auf der Berlinale seine Weltpremiere in der Sektion Forum.

## Handlung
Der Film ist eine queere zeitgenössische Bearbeitung von Tausendundeine Nacht. Arabische Volksmärchen sind der thematische Hintergrund, Anregungen für den Sound kamen vor allem aus der ägyptischen Popmusik.
Das Projekt umfasst einen experimentellen recherchebasierten Essayfilm und eine Publikation. Es beabsichtigt, die Grenzen popkultureller Genres wie Fernsehserien, Musiktheater und Musikvideos weiter zu ziehen und dabei zu erforschen, wie die Geschichte eines queeren Liebespaares Gestalt annehmen kann. Ausgangspunkte sind dabei sprachliche Normen und traditionelle Erzählformen, die in der arabischen Populärkultur zu Hause sind.

## Produktion

### Hintergrund
Der ägyptische Filmemacher Mohammad Shawky Hassan und die libanesische Multimediakünstlerin Kinda Hassan schufen in einem kollaborativen Prozess von ihren Wohnorten Berlin und Paris aus gemeinsam Drehbuch, Filmaufnahmen, Filmschnitt und Ton von Soll ich dich einem Sommertag vergleichen?. Dank des Stipendienprogramms für zeitgenössische Künstler, Theoretiker und Kuratoren der Akademie der Künste der Welt konnten die beiden sich in Köln treffen und sich mit dort ansässigen Künstlern und Institutionen vernetzen.
Im Dezember 2018 begannen sie mit der kollaborativen Arbeit am Klangkonzept des Films. Die beiden Künstler sehen in ihrem Film einen Versuch, in der Bildsprache der arabischen Welt zu denken, die der queeren Geschichte der Region eine bedeutende Rolle zukommen lässt. So werde eine virtuelle Welt geschaffen, in der sich queere Araber in einer gemeinsamen Tradition wiedererkennen können: In Geschichten, mit denen sie vertraut seien, geläufigen Wörtern, bekannten Liedern und Scherzen, an die sie sich schon beim ersten Wort erinnern.

### Dreharbeiten und Veröffentlichung
Der Film feierte am 11. Februar 2022 auf der Berlinale seine Weltpremiere in der Sektion Forum.

## Auszeichnungen und Nominierungen
2022: Internationale Filmfestspiele Berlin: Nominierung für den Caligari Filmpreis, den GWFF Preis Bester Erstlingsfilm und den Teddy Award als bester Spielfilm. Ebenfalls 2022: L.A. Outfest: Gewinner des Special Programming Awards.